# ليندا إيكن
ليندا إيكن (بالإنجليزية: Linda Aiken)‏ هي أكاديمية أمريكية، ولدت في 29 يوليو 1943.